# We'll Be Coming Back
We'll Be Coming Back är en låt av Calvin Harris (med Example som gästartist) från albumet 18 Months som släpptes den 26 juli 2012. Låten har influenser av danspop, trance och eurodance.